# Comrades Marathon
Der Comrades Marathon ist ein Straßenlauf, der seit 1921 zwischen den südafrikanischen Städten Durban und Pietermaritzburg ausgetragen wird. Er ist der traditionsreichste und teilnehmerstärkste Ultramarathon weltweit und ein nationales Sportereignis, das in voller Länge im Fernsehen übertragen wird. Veranstalter ist die Comrades Marathon Association (CMA). Das Zeitlimit für die ungefähr 90 km lange Strecke beträgt zwölf Stunden.

## Strecke
Von Anfang an wurde jährlich die Laufrichtung zwischen den beiden Städten gewechselt; die in Durban gestarteten Läufe werden Up Runs, die von Pietermaritzburg ausgehenden Down Runs genannt. Start ist traditionell vor dem Rathaus des jeweiligen Ausgangsortes. Da immer wieder verschiedene Sportstätten in den Zielorten angesteuert werden, variiert die Streckenlänge zwischen 86 und 92 km.
Der Kurs, der vorwiegend der alten Hauptstraße R 103 folgt, ist, von Durban aus gesehen, durch fünf größere Anstiege charakterisiert, die als Big Five bezeichnet werden. Cowie’s Hill, der erste von ihnen, ist ca. 16 km vom Zentrum Durbans entfernt. Nach weiteren zehn Kilometern wird Fields Hill bewältigt, und kurz vor km 40 wartet mit Botha’s Hill die nächste Herausforderung auf die Läufer. Dahinter passiert man die Wall of Honour, auf der die Sieger des Rennens mit Plaketten verewigt sind, oberhalb des Valley of 1000 Hills und kurz dahinter Arthur’s Seat, eine Steinbank in der Böschung neben der Straße, auf der sich der fünfmalige Sieger Arthur Newton auszuruhen pflegte. Einer Legende zufolge wird es Läufern, die hier eine Blume mit dem Gruß „Good morning Sir“ niederlegen, auf der zweiten Hälfte des Laufes gut ergehen.
Kurz danach ist bei Drummond die Halbzeitmarke erreicht. Inchanga heißt der nächste große Anstieg, von dessen Gipfel aus ungefähr die Distanz eines Marathons bis nach Pietermaritzburg zu laufen ist. Es folgen die einzigen relativ flachen Passagen des Kurses durch die Ortschaften Cato Ridge und Camperdown, bevor es kaskadenartig hinauf zur Umlaas Road, mit 810 m der höchste Punkt der Strecke, geht. Bergab geht es nun in die Ortschaft Ashburton. Hinter dieser befindet sich der letzte große Anstieg namens Polly Shorts, der einen zum Stadtrand von Pietermaritzburg führt.
Die Strecke ist durchgängig asphaltiert. Verpflegungsstationen sind jeweils im Abstand von ca. 2 km errichtet. Der Zuschauerandrang ist enorm und lässt an vielen Stellen eine Atmosphäre wie bei einem Stadtlauf aufkommen.

## Geschichte
Das Rennen wurde von Vic Clapham ins Leben gerufen, einem Veteranen des Ersten Weltkriegs. Er hatte bei der Offensive der alliierten Streitkräfte in Ostafrika 2700 km zu Fuß zurückgelegt und wollte mit dem Marathon ein lebendes Denkmal für seine gefallenen Kameraden errichten. Der Lauf sollte die Strapazen widerspiegeln, die von den Soldaten während des Krieges zu erdulden waren. Nachdem sich Clapham zwei Jahre bemüht hatte, erhielt er die Unterstützung der League of Comrades of the Great War, und am 24. Mai 1921 (dem Empire Day) machten sich 34 Läufer von Pietermaritzburg auf den Weg, von denen 17 das Ziel erreichten, der erste in 8:59 h, der letzte in 12:20 h. Im Jahr darauf wurde von Durban aus mit einer vorgeschriebenen Zeit von zwölf Stunden gestartet, und zum ersten Mal gewann Arthur F. H. Newton das Rennen, der im Jahr darauf als erster Läufer die Strecke in weniger als sieben Stunden zurücklegte. Ebenfalls 1923 bewältigte Frances Hayward, inoffiziell startend, als erste Frau die Strecke.
1928 wurde das Zeitlimit auf elf Stunden gesenkt. Mit vier Siegen war Hardy Ballington der dominierende Läufer in den 1930er Jahren. In den Jahren von 1941 bis 1945 fanden wegen des Zweiten Weltkriegs keine Rennen statt. 1948 entstand eine weitere Tradition, als der Läufer Max Trimborn vor dem Start einen Hahnenschrei imitierte, was so viel Anklang fand, dass Trimborn von nun an damit den Startschuss ersetzte. Noch heute signalisiert Trimborns Hahnenruf, auf Band aufgezeichnet, den Beginn des Rennens.
Wally Hayward, der den Lauf schon 1930 gewonnen hatte, war der bestimmende Athlet der 1950er Jahre mit vier weiteren Siegen. Als erster Läufer blieb er 1953 unter sechs Stunden. Ebenfalls fünf Siege verzeichnete Jackie Mekler, der 1960 als Erster bei einem Up Run die Sechs-Stunden-Barriere brach. 1962 wurde zum ersten Mal eine dreistellige Finisherzahl verzeichnet, und von nun an stieg die Zahl der Teilnehmer erheblich an. 1973 wurden zum ersten Mal mehr als 1000 Läufer im Ziel registriert.
1975, bei der 50. Austragung, wurden zum ersten Mal Schwarze und Frauen offiziell zum Rennen zugelassen. Bereits 1935 hatte Robert Mtshali als erster schwarzer Läufer die Strecke bewältigt. Seine Leistung und die aller anderen inoffiziellen schwarzen und weiblichen Starter vor 1975 wurden 2005 in einer offiziellen Zeremonie des Veranstalters gewürdigt.
Eine weitere Schallmauer durchbrach Alan Robb 1978 bei seinem dritten von vier Siegen, als er die 5:30-Marke unterbot. Die 1980er waren dann die Dekade von Bruce Fordyce, der bei seinem ersten Sieg 1981 die Beschimpfungen von Zuschauern zu erdulden hatte, weil er gegen die Inkorporation des Laufes (der seit 1962 am Feiertag Republic Day stattfand) in die Feierlichkeiten zum 20. Jahrestag der Republik Südafrika mit einem schwarzen Armband protestierte. Bis 1990 gewann er weitere acht Mal; 1989, als er verletzungsbedingt pausierte, siegte mit Samuel Tshabalala zum ersten Mal ein schwarzer Läufer. Im selben Jahr stellte Frith van der Merwe den aktuellen Rekord im Down Run auf, und Wally Hayward wurde als 80-Jähriger der bislang älteste Finisher überhaupt.
1988 erreichten zum ersten Mal mehr als 10.000 Läufer das Ziel. Nach dem Ende der Apartheid und der daraufhin erfolgten Aufhebung der sportlichen Sanktionen war der Comrades Marathon 1993 das erste Sportereignis Südafrikas mit internationaler Beteiligung. Charly Doll aus Deutschland trug sich in diesem Jahr in die Siegerliste ein; ein Jahr danach tat es ihm Alberto Salazar aus den USA gleich. 1995 errang die deutsche Läuferin Maria Bak den ersten von drei Siegen, und 1999 triumphierte Birgit Lennartz. Weitere erfolgreiche Teilnehmer aus dem deutschsprachigen Raum sind der Schweizer Peter Camenzind, der 1994 Vierter und 1997 Neunter wurde und in den darauffolgenden Jahren mehrere Altersklassensiege errang, und die Österreicherin Dagmar Rabensteiner, die 2005 den zweiten Platz in der Altersklasse 40–49 (insgesamt den 14. Platz) belegte.
Zur Feier des 75. Jubiläums im Jahr 2000 wurde das Zeitlimit auf zwölf Stunden gelockert. 20.047 Läufer erreichten das Ziel, so viele wie niemals zuvor oder danach bei einem Ultramarathon. Mit der Rückkehr zum 11-h-Limit pendelte sich die Finisherzahl wieder auf ca. 10.000 ein, und daran änderte sich auch nichts, als man 2003 das Limit permanent auf zwölf Stunden ausdehnte.
Nachdem seit dem Ende der 1990er Jahre das Rennen am Youth Day (dem 16. Juni) ausgetragen wurde, änderte man den Termin nach Protesten der ANC Youth League, die der Ansicht war, dass damit die Bedeutung dieses Feiertags herabgesetzt würde, 2007 auf den 17. und 2008 auf den 15. Juni. Die Termine für 2009 und 2010 wurden wegen des 8. Konföderationen-Pokals und der 19. Fußball-Weltmeisterschaft in den Mai verlegt.
Die Veranstaltung wird seit langem in voller Länge landesweit im Fernsehen übertragen. 2003 sahen mehr als 3,5 Millionen Zuschauer zumindest einen Teil des Rennens, mit den höchsten Einschaltquoten beim Einlauf der Sieger und kurz vor Zielschluss.
In Pietermaritzburg (18 Connaught Street, Scottsville) befindet sich das Comrades Marathon Museum mit zahlreichen Ausstellungsstücken zur Geschichte des Laufs.

## Medaillen und sonstige Ehrungen
Es gibt sieben verschiedene Medaillen, mit denen die Laufenden, die erfolgreich die Strecke absolviert haben, geehrt werden:
- Goldmedaillen: für die ersten zehn Läuferinnen bzw. Läufer
- Wally-Hayward-Medaillen (Silber mit Goldrand): für Laufende außerhalb der Top Ten, die unter sechs Stunden geblieben sind
- Silbermedaillen: für alle anderen Laufenden, die unter siebeneinhalb Stunden geblieben sind.
- Bill-Rowan-Medaillen (Silber und Bronze): für alle Laufenden zwischen siebeneinhalb und neun Stunden
- Robert-Mtshali-Medaillen: für alle Laufenden zwischen neun und zehn Stunden (seit 2019)
- Bronzemedaillen: für alle Laufenden zwischen zehn und elf Stunden (seit 2019, davor: für alle Laufenden zwischen neun und elf Stunden)
- Vic-Clapham-Medaillen: für alle Laufenden zwischen elf und zwölf Stunden

Ausschlaggebend ist ausschließlich die Brutto-Zeit („gun time“). Zwar wird mit dem zur Zeitmessung verwendeten Chip auch das Überschreiten der Startlinie registriert, die so ermittelte Nettozeit wird jedoch in der Ergebnisliste nicht ausgewiesen. Laufende, die das Zeitlimit nicht einhalten (und sei es auch nur um eine Sekunde), gehen leer aus. Das führt regelmäßig zu dramatischen Szenen, wenn das Ziel genau zwölf Stunden nach dem Startsignal mit einem Seil gesperrt wird.
Alle Läufer, die dreimal gesiegt, fünf Goldmedaillen errungen oder zehnmal den Lauf erfolgreich im Zeitlimit beendet haben, werden mit einer permanenten Startnummer in Grün geehrt. Bislang (Stand 2017) haben 12.622 Läufer diese Auszeichnung erhalten.
Auf dem halben Weg von Durban nach Pietermaritzburg befindet sich die Wall of Honour. Hier sind nicht nur die Siegenden des Rennens verewigt, sondern auch viele andere Comrades-Laufenden, für die ein Stein in der Mauer erworben wurde. Wegen Platzmangels ist es allerdings derzeit nicht möglich, sich oder andere hier eintragen zu lassen.

## Teilnahmebedingungen
Am Tag der Veranstaltung müssen Teilnehmende mindestens 20 Jahre alt sein. Außerdem muss bei der Anmeldung nachgewiesen werden, dass man ein Rennen zwischen 42,195 und 100 km innerhalb einer bestimmten Zeit absolviert hat (Marathon: 4 h 50 min; 100 km: 13:30 h). Lediglich die einheimischen Laufenden müssen Mitglied eines Leichtathletik-Vereins sein.

## Statistik

### Streckenrekorde
Down Run
- Männer: 5:13:58 h, Tete Djiana (RSA), 2023
- Frauen: 5:44:54 h, Gerda Steyn (RSA), 2023

Up Run
- Männer: 5:24:49 h, Leonid Schwezow (RUS), 2008
- Frauen: 5:49:46 h, Gerda Steyn (RSA), 2024

### Häufigste Siege
- Frauen: 8 Siege für Jelena Nurgalijewa ( Russland) von 2003 bis 2013, davon vier Mal in Folge (2010–2013)
- Männer: 9 Siege für Bruce Fordyce ( Südafrika) von 1981 bis 1990, davon acht Mal in Folge (1981–1988)

### Siegesliste
Quellen: Ergebnisdienst, Runnersguide.co.za, ARRS; inoffizielle Resultate in Kursivschrift
| Datum         | Männer                  | Nation                 | Zeit (Down Run) | Zeit (Up Run) | Frauen                                | Nation                 | Zeit (Down Run) | Zeit (Up Run)  |
| ------------- | ----------------------- | ---------------------- | --------------- | ------------- | ------------------------------------- | ---------------------- | --------------- | -------------- |
| 8. Juni 2025  | Tete Djiana -3-         | Südafrika              | 5:25:28         | ---           | Gerda Steyn -3-                       | Südafrika              | 5:51:19         | ---            |
| 9. Juni 2024  | Piet Wiersma            | Niederlande            | ---             | 5:25:00       | Gerda Steyn -3-                       | Südafrika              | ---             | 5:49:46        |
| 11. Juni 2023 | Tete Djiana -2-         | Südafrika              | 5:13:58         | ---           | Gerda Steyn -2-                       | Südafrika              | 5:44:54         | ---            |
| 28. Aug. 2022 | Tete Djiana             | Südafrika              | 5:30:38         | ---           | Alexandra Morozova                    | Russland               | 6:17:48         | ---            |
| 9. Juni 2019  | Edward Mothibi          | Südafrika              | ---             | 5:31:33       | Gerda Steyn                           | Südafrika              | ---             | 5:58:53        |
| 10. Juni 2018 | Bongmusa Mthembu -3-    | Südafrika              | 5:26:34         | ---           | Ann Ashworth                          | Südafrika              | 6:10:03         | ---            |
| 4. Juni 2017  | Bongmusa Mthembu -2-    | Südafrika              | ---             | 5:35:34       | Camille Herron                        | Vereinigte Staaten     | ---             | 6:27:35        |
| 29. Mai 2016  | David Gatebe            | Südafrika              | 5:18:19         | ---           | Charne Bosman                         | Südafrika              | 6:25:55         | ---            |
| 31. Mai 2015  | Gift Kelehe             | Südafrika              | ---             | 5:38:36       | Caroline Wostmann                     | Südafrika              | ---             | 6:12:22        |
| 1. Juni 2014  | Bongmusa Mthembu        | Südafrika              | 5:28:34         | ---           | Eleanor Greenwood                     | Vereinigtes Königreich | 6:18:15         | ---            |
| 2. Juni 2013  | Claude Moshiywa         | Südafrika              | ---             | 5:32:08       | Jelena Nurgalijewa -8-                | Russland               | ---             | 6:27:08        |
| 3. Juni 2012  | Ludwick Mamabolo        | Südafrika              | 5:31:03         | ---           | Jelena Nurgalijewa -7-                | Russland               | 6:07:12         | ---            |
| 29. Mai 2011  | Stephen Muzhingi -3-    | Simbabwe               | ---             | 5:32:46       | Jelena Nurgalijewa -6-                | Russland               | ---             | 6:24:11        |
| 30. Mai 2010  | Stephen Muzhingi -2-    | Simbabwe               | 5:29:01         | ---           | Jelena Nurgalijewa -5-                | Russland               | 6:13:04         | ---            |
| 24. Mai 2009  | Stephen Muzhingi        | Simbabwe               | 5:23:27         | ---           | Olesja Nurgalijewa -2-                | Russland               | 6:12:12         | ---            |
| 15. Juni 2008 | Leonid Schwezow -2-     | Russland               | ---             | 5:24:49       | Jelena Nurgalijewa -4-                | Russland               | ---             | 6:14:38        |
| 17. Juni 2007 | Leonid Schwezow         | Russland               | 5:20:49         | ---           | Olesja Nurgalijewa                    | Russland               | 6:10:11         | ---            |
| 16. Juni 2006 | Oleg Charitonow         | Russland               | ---             | 5:35:19       | Jelena Nurgalijewa -3-                | Russland               | ---             | 6:09:24        |
| 16. Juni 2005 | Sipho Ngomane           | Südafrika              | 5:27:10         | ---           | Tatjana Schirkowa                     | Russland               | 5:58:50         | ---            |
| 16. Juni 2004 | Uladsimir Kotau -3-     | Belarus                | ---             | 5:31:22       | Jelena Nurgalijewa -2-                | Russland               | ---             | 6:11:15        |
| 16. Juni 2003 | Fusi Nhlapo             | Südafrika              | 5:28:52         | ---           | Jelena Nurgalijewa                    | Russland               | 6:07:46         | ---            |
| 17. Juni 2002 | Uladsimir Kotau -2-     | Belarus                | ---             | 5:30:59       | Maria Bak -3-                         | Deutschland            | ---             | 6:14:21        |
| 16. Juni 2001 | Andrew Kelehe           | Südafrika              | 5:25:51         | ---           | Elwira Kolpakowa                      | Russland               | 6:13:53         | ---            |
| 16. Juni 2000 | Uladsimir Kotau         | Belarus                | ---             | 5:25:33       | Maria Bak -2-                         | Deutschland            | ---             | 6:15:35        |
| 16. Juni 1999 | Jarosław Janicki        | Polen                  | 5:30:10         | ---           | Birgit Lennartz                       | Deutschland            | 6:31:03         | ---            |
| 16. Juni 1998 | Dmitri Grischin -2-     | Russland               | ---             | 5:26:25       | Rae Bisschoff                         | Südafrika              | ---             | 6:38:57        |
| 16. Juni 1997 | Charl Mattheus          | Südafrika              | 5:28:37         | ---           | Ann Trason -2-                        | Vereinigte Staaten     | 5:58:24         | ---            |
| 17. Juni 1996 | Dmitri Grischin         | Russland               | ---             | 5:29:33       | Ann Trason                            | Vereinigte Staaten     | ---             | 6:13:23        |
| 20. Mai 1995  | Shaun Meiklejohn        | Südafrika              | 5:34:02         | ---           | Maria Bak                             | Deutschland            | 6:22:57         | ---            |
| 31. Mai 1994  | Alberto Salazar         | Vereinigte Staaten     | ---             | 5:38:39       | Walentina Ljachowa                    | Russland               | ---             | 6:41:23        |
| 31. Mai 1993  | Charly Doll             | Deutschland            | 5:39:41         | ---           | Tilda Tearle                          | Südafrika              | 6:55:07         | ---            |
| 31. Mai 1992  | Jetman Msutu            | Südafrika              | ---             | 5:46:11       | Frances van Blerk                     | Südafrika              | ---             | 6:51:05        |
| 31. Mai 1991  | Nick Bester             | Südafrika              | 5:40:53         | ---           | Frith van der Merwe -3-               | Südafrika              | 6:08:19         | ---            |
| 31. Mai 1990  | Bruce Fordyce -9-       | Südafrika              | ---             | 5:40:25       | Naidene Harrison                      | Südafrika              | ---             | 7:02:00        |
| 31. Mai 1989  | Samuel Tshabalala       | Südafrika              | 5:35:51         | ---           | Frith van der Merwe -2-               | Südafrika              | 5:54:43         | ---            |
| 31. Mai 1988  | Bruce Fordyce -8-       | Südafrika              | ---             | 5:27:42       | Frith van der Merwe                   | Südafrika              | ---             | 6:32:56        |
| 31. Mai 1987  | Bruce Fordyce -7-       | Südafrika              | ---             | 5:37:01       | Helen Lucre -3-                       | Südafrika              | ---             | 6:48:42        |
| 31. Mai 1986  | Bruce Fordyce -6-       | Südafrika              | 5:24:07         | ---           | Helen Lucre -2-                       | Südafrika              | 6:55:01         | ---            |
| 31. Mai 1985  | Bruce Fordyce -5-       | Südafrika              | ---             | 5:37:01       | Helen Lucre                           | Südafrika              | ---             | 6:53:24        |
| 1. Juni 1984  | Bruce Fordyce -4-       | Südafrika              | 5:27:18         | ---           | Lindsay Weight -2-                    | Südafrika              | 6:46:35         | ---            |
| 31. Mai 1983  | Bruce Fordyce -3-       | Südafrika              | ---             | 5:30:12       | Lindsay Weight                        | Südafrika              | ---             | 7:12:56        |
| 31. Mai 1982  | Bruce Fordyce -2-       | Südafrika              | 5:34:22         | ---           | Cheryl Winn                           | Südafrika              | 7:04:59         | ---            |
| 1. Juni 1981  | Bruce Fordyce           | Südafrika              | ---             | 5:37:28       | Isavel Roche-Kelly -2-                | Südafrika              | ---             | 6:44:35        |
| 31. Mai 1980  | Alan Robb -4-           | Südafrika              | 5:38:25         | ---           | Isavel Roche-Kelly                    | Südafrika              | 7:18 h          | ---            |
| 31. Mai 1979  | Piet Vorster            | Südafrika              | ---             | 5:45:02       | Jan Mallen                            | Südafrika              | ---             | 8:22:41        |
| 31. Mai 1978  | Alan Robb -3-           | Südafrika              | 5:29:14         | ---           | Lettie van Zyl -3-                    | Südafrika              | 8:25 h          | ---            |
| 31. Mai 1977  | Alan Robb -2-           | Südafrika              | ---             | 5:47 h        | Lettie van Zyl -2-                    | Südafrika              | ---             | 8:58 h         |
| 31. Mai 1976  | Alan Robb               | Südafrika              | 5:40:53         | ---           | Lettie van Zyl                        | Südafrika              | 9:05 h          | ---            |
| 31. Mai 1975  | Derek Preiss -2-        | Südafrika              | ---             | 5:53:00       | Elizabeth Cavanagh -2- Lettie van Zyl | Südafrika              | ---             | 10:08 h 8:50 h |
| 31. Mai 1974  | Derek Preiss            | Südafrika              | ---             | 6:02:49       | Alet Kleynhans                        | Südafrika              | ---             | 10:40          |
| 1. Juni 1973  | Dave Levick             | Südafrika              | 5:39:09         | ---           | Maureen Holland -4-                   | Südafrika              | 8:40:00         | ---            |
| 3. Juni 1972  | Mick Orton              | Vereinigtes Königreich | ---             | 5:48:57       | Maureen Holland -3-                   | Südafrika              | ---             | 9:26           |
| 31. Mai 1971  | Dave Bagshaw -3-        | Südafrika              | 5:47:06         | ---           | Maureen Holland -2-                   | Südafrika              | 8:37            | ---            |
| 30. Mai 1970  | Dave Bagshaw -2-        | Südafrika              | ---             | 5:51:27       | Elizabeth Cavanagh                    | Südafrika              | ---             | 10:50          |
| 31. Mai 1969  | Dave Bagshaw            | Südafrika              | 5:45:35         | ---           | ---                                   | ---                    | ---             | ---            |
| 31. Mai 1968  | Jackie Mekler -5-       | Südafrika              | ---             | 6:01:11       | ---                                   | ---                    | ---             | ---            |
| 31. Mai 1967  | Manie Kuhn              | Südafrika              | 5:54:10         | ---           | ---                                   | ---                    | ---             | ---            |
| 31. Mai 1966  | Tommy Malone            | Südafrika              | ---             | 6:14:07       | Maureen Holland                       | Südafrika              | ---             | 9:30:00        |
| 31. Mai 1965  | Bernard Gomersall       | Vereinigtes Königreich | 5:51:09         | ---           | Mavis Hutchinson                      | Südafrika              | 10:07           | ---            |
| 1. Juni 1964  | Jackie Mekler -4-       | Südafrika              | ---             | 6:09:54       | ---                                   | ---                    | ---             | ---            |
| 31. Mai 1963  | Jackie Mekler -3-       | Südafrika              | 5:51:20         | ---           | ---                                   | ---                    | ---             | ---            |
| 31. Mai 1962  | John C. Smith           | Vereinigtes Königreich | ---             | 5:57:05       | ---                                   | ---                    | ---             | ---            |
| 31. Mai 1961  | George Claassen         | Südafrika              | 6:07:07         | ---           | ---                                   | ---                    | ---             | ---            |
| 31. Mai 1960  | Jackie Mekler -2-       | Südafrika              | ---             | 5:56:32       | ---                                   | ---                    | ---             | ---            |
| 1. Juni 1959  | Trevor Allen -2-        | Südafrika              | 6:28:11         | ---           | ---                                   | ---                    | ---             | ---            |
| 31. Mai 1958  | Jackie Mekler           | Südafrika              | ---             | 6:26:26       | ---                                   | ---                    | ---             | ---            |
| 31. Mai 1957  | Mercer Davies           | Südafrika              | 6:13:55         | ---           | ---                                   | ---                    | ---             | ---            |
| 31. Mai 1956  | Gerald Walsh -2-        | Südafrika              | ---             | 6:33:35       | ---                                   | ---                    | ---             | ---            |
| 31. Mai 1955  | Gerald Walsh            | Südafrika              | 6:06:32         | ---           | ---                                   | ---                    | ---             | ---            |
| 12. Juni 1954 | Wally Hayward -5-       | Südafrika              | ---             | 6:12:55       | ---                                   | ---                    | ---             | ---            |
| 13. Juli 1953 | Wally Hayward -4-       | Südafrika              | 5:52:30         | ---           | ---                                   | ---                    | ---             | ---            |
| 14. Juli 1952 | Trevor Allen            | Südafrika              | ---             | 7:00:02       | ---                                   | ---                    | ---             | ---            |
| 24. Mai 1951  | Wally Hayward -3-       | Südafrika              | 6:14:08         | ---           | ---                                   | ---                    | ---             | ---            |
| 24. Mai 1950  | Wally Hayward -2-       | Südafrika              | ---             | 6:46:25       | ---                                   | ---                    | ---             | ---            |
| 24. Mai 1949  | Reg Allison             | Südafrika              | 6:23:21         | ---           | ---                                   | ---                    | ---             | ---            |
| 24. Mai 1948  | William Savage -2-      | Südafrika              | ---             | 7:13:52       | ---                                   | ---                    | ---             | ---            |
| 24. Mai 1947  | Hardy Ballington -5-    | Südafrika              | 6:41:05         | ---           | ---                                   | ---                    | ---             | ---            |
| 24. Mai 1946  | Bill Cochrane -2-       | Südafrika              | ---             | 7:02:40       | ---                                   | ---                    | ---             | ---            |
| 24. Mai 1940  | Allen Boyce             | Südafrika              | ---             | 6:39:23       | ---                                   | ---                    | ---             | ---            |
| 24. Mai 1939  | Johnny Coleman -2-      | Südafrika              | 6:22:05         | ---           | ---                                   | ---                    | ---             | ---            |
| 24. Mai 1938  | Hardy Ballington -4-    | Südafrika              | ---             | 6:32:26       | ---                                   | ---                    | ---             | ---            |
| 24. Mai 1937  | Johnny Coleman          | Südafrika              | 6:23:11         | ---           | ---                                   | ---                    | ---             | ---            |
| 25. Mai 1936  | Hardy Ballington -3-    | Südafrika              | ---             | 6:46:14       | ---                                   | ---                    | ---             | ---            |
| 24. Mai 1935  | Bill Cochrane           | Südafrika              | 6:30:05         | ---           | ---                                   | ---                    | ---             | ---            |
| 24. Mai 1934  | Hardy Ballington -2-    | Südafrika              | ---             | 7:09:03       | ---                                   | ---                    | ---             | ---            |
| 24. Mai 1933  | Hardy Ballington        | Südafrika              | 6:50:37         | ---           | Geraldine Watson -3-                  | Südafrika              | 9:31:25         | ---            |
| 24. Mai 1932  | William Savage          | Südafrika              | ---             | 7:41:58       | Geraldine Watson -2-                  | Südafrika              | ---             | 11:56 h        |
| 25. Mai 1931  | Phil Masterton-Smith    | Südafrika              | 7:16:30         | ---           | Geraldine Watson                      | Südafrika              | 11 h +          | ---            |
| 24. Mai 1930  | Wally Hayward           | Südafrika              | ---             | 7:27:26       | ---                                   | ---                    | ---             | ---            |
| 24. Mai 1929  | Darrell Dale            | Südafrika              | 7:52:01         | ---           | ---                                   | ---                    | ---             | ---            |
| 24. Mai 1928  | Frank Sutton            | Südafrika              | ---             | 7:49:07       | ---                                   | ---                    | ---             | ---            |
| 24. Mai 1927  | Arthur F. H. Newton -5- | Südafrika              | 6:40:56         | ---           | ---                                   | ---                    | ---             | ---            |
| 25. Mai 1926  | Harry Phillips          | Südafrika              | ---             | 6:57:46       | ---                                   | ---                    | ---             | ---            |
| 25. Mai 1925  | Arthur F. H. Newton -4- | Südafrika              | 6:24:45         | ---           | ---                                   | ---                    | ---             | ---            |
| 24. Mai 1924  | Arthur F. H. Newton -3- | Südafrika              | ---             | 6:58:22       | ---                                   | ---                    | ---             | ---            |
| 24. Mai 1923  | Arthur F. H. Newton -2- | Südafrika              | 6:56:07         | ---           | Frances Hayward                       | Südafrika              | 11:35 h         | ---            |
| 24. Mai 1922  | Arthur F. H. Newton     | Südafrika              | ---             | 8:40 h        | ---                                   | ---                    | ---             | ---            |
| 24. Mai 1921  | Bill Rowan              | Südafrika              | 8:59 h          | ---           | ---                                   | ---                    | ---             | ---            |

### Entwicklung der Finisherzahlen und Streckendetails
| Jahr    | Gesamtzahl | davon Frauen   | Streckenlänge (in km) | Up Run (U)/ Down Run (D) |
| ------- | ---------- | -------------- | --------------------- | ------------------------ |
| 2024    | 17.307     | 3.297 (19,1 %) | …                     | U                        |
| 2023    | 14.904     | 2.956 (19,8 %) | 87,70                 | D                        |
| 2022    | 11.713     | 2.380 (20,3 %) | 90,18                 | D                        |
| 2019    | 16.439     | 3.052 (18,6 %) | 86,83                 | U                        |
| 2018    | 16.482     | 3.372          | 90,18                 | D                        |
| 2017    | 13.851     | 2.700          | 86,73                 | U                        |
| 2016    | 14.433     | 2.959          | 89,21                 | D                        |
| 2015    | 12.799     | 2.504          | 87,72                 | U                        |
| 2014    | 12.037     | 2.440          | 89,21                 | D                        |
| 2013    | 10.232     | 1.961          | 86,86                 | U                        |
| 2012    | 11.887     | 2.334          | 89,21                 | D                        |
| 2011    | 11.054     | 2.184          | 86,94                 | U                        |
| 2010    | 14.343     | 3.129          | 89,28                 | D                        |
| 2009    | 10.006     | 1.748          | 89,17                 | D                        |
| 2008    | 08.631     | 1.411          | 86,94                 | U                        |
| 2007    | 10.052     | 1.765          | 89,17                 | D                        |
| 2006    | 09.847     | 1.607          | 87,5                  | U                        |
| 2005    | 11.729     | 2.000          | 89,17                 | D                        |
| 2004    | 10.125     | 1.563          | 86,75                 | U                        |
| 2003    | 11.416     | 1.868          | 89,18                 | D                        |
| 2002    | 09.027     | 1.186          | 86,5                  | U                        |
| 2001    | 11.090     | 1.664          | 89,0                  | D                        |
| 2000    | 20.030     | 3.304          | 87,6                  | U                        |
| 1999    | 11.290     | 1.467          | 89,9                  | D                        |
| 1998    | 10.496     | 1.284          | 87,3                  | U                        |
| 1997    | 11.357     | 1.367          | 89,9                  | D                        |
| 1996    | 11.268     | 1.232          | 86,7                  | U                        |
| 1995    | 10.542     | 1.185          | 90,7                  | D                        |
| 1994    | 10.275     | 1.078          | 86,7                  | U                        |
| 1993    | 11.323     | 1.098          | 89,9                  | D                        |
| 1992    | 10.696     | 0869           | 86,7                  | U                        |
| 1991    | 12.082     | 0921           | 89,2                  | D                        |
| 1990    | 10.273     | 0647           | 87,4                  | U                        |
| 1989    | 10.507     | 0670           | 89,6                  | D                        |
| 1988    | 10.363     | 0544           | 87,5                  | U                        |
| 1987    | 08.376     | 0407           | 87,5                  | U                        |
| 1986    | 09.654     | 0431           | 88,8                  | D                        |
| 1985    | 08.192     | 0300           | 88,6                  | U                        |
| 1984    | 07.104     | 0260           | 89,8                  | D                        |
| 1983    | 05.365     | 0157           | 87,7                  | U                        |
| 1982    | 04.602     | 0100           | 91,4                  | D                        |
| 1981    | 03.661     | 059            | 87,9                  | U                        |
| 1980    | 03.978     | 033            | 89,8                  | D                        |
| 1979    | 02.821     | 011            | 90                    | U                        |
| 1978    | 02.601     | 08             | 90                    | D                        |
| 1977    | 01.670     | 06             | 89,7                  | U                        |
| 1976    | 01.409     | 05             | 90,1                  | D                        |
| 1975    | 01.237     | 01             | 89,9                  | U                        |
| 1974    | 01.162     |                | 88                    | U                        |
| 1973    | 01.225     |                | 88                    | D                        |
| 1972    | 0976       |                | 90,4                  | U                        |
| 1971    | 0931       |                | 92                    | D                        |
| 1970    | 0640       |                | 90,1                  | U                        |
| 1969    | 0587       |                | 88                    | D                        |
| 1968    | 0438       |                | 86,9                  | U                        |
| 1967    | 0417       |                | 86,9                  | D                        |
| 1966    | 0261       |                | 86,9                  | U                        |
| 1965    | 0284       |                | 86,9                  | D                        |
| 1964    | 0205       |                | 86,9                  | U                        |
| 1963    | 0149       |                | 86,9                  | D                        |
| 1962    | 0109       |                | 86,9                  | U                        |
| 1961    | 098        |                | 86,9                  | D                        |
| 1960    | 080        |                | 86,9                  | U                        |
| 1959    | 070        |                | 86,9                  | D                        |
| 1958    | 034        |                | 86,9                  | U                        |
| 1957    | 062        |                | 86,9                  | D                        |
| 1956    | 055        |                | 86,9                  | U                        |
| 1955    | 064        |                | 86,9                  | D                        |
| 1954    | 034        |                | 86,9                  | U                        |
| 1953    | 026        |                | 86,9                  | D                        |
| 1952    | 023        |                | 86,9                  | U                        |
| 1951    | 025        |                | 86,9                  | D                        |
| 1950    | 020        |                | 86,9                  | U                        |
| 1949    | 032        |                | 86,9                  | D                        |
| 1948    | 024        |                | 86,9                  | U                        |
| 1947    | 023        |                | 86,9                  | D                        |
| 1946    | 08         |                | 86,9                  | U                        |
| 1940    | 010        |                | 86,9                  | U                        |
| 1939    | 021        |                | 86,9                  | D                        |
| 1938    | 011        |                | 86,9                  | U                        |
| 1937    | 019        |                | 86,9                  | D                        |
| 1936    | 013        |                | 86,7                  | U                        |
| 1935    | 034        |                | 86,7                  | D                        |
| 1934    | 024        |                | 86,7                  | U                        |
| 1933    | 057        |                | 86,7                  | D                        |
| 1932    | 024        |                | 86,7                  | U                        |
| 1931    | 030        |                | 86,7                  | D                        |
| 1930    | 029        |                | 86,7                  | U                        |
| 1929    | 019        |                | 86,9                  | D                        |
| 1928    | 013        |                | 90,1                  | U                        |
| 1927    | 021        |                | 86,9                  | D                        |
| 1926    | 014        |                | 86,9                  | U                        |
| 1925    | 024        |                | 87,5                  | D                        |
| 1924    | 016        |                | 86,9                  | U                        |
| 1923    | 031        |                | 86,9                  | D                        |
| 1922    | 026        |                | 86,9                  | U                        |
| 1921    | 017        |                | 87,9                  | D                        |
| Quelle: |            |                |                       |                          |